# Swetłan Stoew
Swetłan Christow Stoew, bułg. Светлан Христов Стоев (ur. 30 sierpnia 1960 w Sofii) – bułgarski dyplomata, ambasador w Szwecji i Danii, w 2021 minister spraw zagranicznych.

## Życiorys
W 1985 ukończył stosunki międzynarodowe w wyższym instytucie ekonomicznym WII „Karl Marks”, przekształconym później w Uniwersytet Gospodarki Narodowej i Światowej. W 1992 został absolwentem Akademii Dyplomatycznej MSZ Federacji Rosyjskiej. Od 1985 zawodowo związany z bułgarskim ministerstwem spraw zagranicznych. W 1993 objął stanowisko pierwszego sekretarza ambasady w Nigerii. Po powrocie do kraju był kierownikiem sekcji państw skandynawskich w MSZ i krajowym koordynatorem Inicjatywy Środkowoeuropejskiej. W 1999 został radcą ambasady w Danii, a w 2002 stanął na czele jednego z wydziałów w dyrekcji do spraw państw europejskich. W latach 2005–2009 kierował biurem dyplomatycznym Bułgarii w Niemczech z siedzibą w Bonn. Następnie pracował jako sekretarz MSZ do spraw administracyjnych.
W latach 2012–2016 pełnił funkcję ambasadora w Szwecji. Później do 2018 był dyrektorem protokołu dyplomatycznego w ministerstwie. W 2019 rozpoczął urzędowanie jako ambasador w Danii. W maju 2021 powołany na ministra spraw zagranicznych w przejściowym rządzie Stefana Janewa. Pozostał na tym stanowisku w utworzonym we wrześniu 2021 drugim technicznym rządzie tego samego premiera. Pełnił tę funkcję do grudnia tegoż roku.